# Shahrestān-e Torbat-e Jām
Shahrestān-e Torbat-e Jām (persiska: شهرستان تربت جام, تربت جام) är en delprovins (shahrestan) i Iran.   Den ligger i provinsen Razavikhorasan, i den nordöstra delen av landet, 800 km öster om huvudstaden Teheran.
Delprovinsen hade 267 671 invånare 2016.